# Goričko (FFH-Gebiet)
Goričko ist ein Fauna-Flora-Habitat-Gebiet im Nordosten Sloweniens. Das etwa 448 km² große Vogelschutzgebiet umfasst die Region Goričko, eine hügelige Kulturlandschaft an der Grenze zu Österreich und Ungarn. Das Klima ist pannonisch geprägt und damit trockener als im Rest des Landes. Die ländliche Gegend ist mit zahlreichen Dörfern recht dicht besiedelt, wobei sich aber insbesondere im östlichen Teil eine weitgehend kleinbäuerliche Kultur mit extensiver Landnutzung und kleinteilig strukturierter Landschaft erhalten hat. Der westliche Teil wird intensiver bewirtschaftet. Die Landschaft wird von Äckern dominiert und durch Hecken, Waldstücke und Wiesen strukturiert.
Auf ungarischer Seite grenzt das FFH-Gebiet Őrség unmittelbar an. Im Westen besteht eine unmittelbare Verbindung zum österreichischen Europaschutzgebiet Teile des südoststeirischen Hügellandes inklusive Höll und Grabenlandbäche. Das Gebiet überschneidet sich großflächig mit dem gleichnamigen europäischen Vogelschutzgebiet.

## Schutzzweck

### Lebensraumtypen
Folgende Lebensraumtypen nach Anhang I der FFH-Richtlinie sind für das Gebiet gemeldet:
| EU Code | * | Lebensraumtyp (offizielle Bezeichnung)                                                                                             | Fläche (ha) |
| ------- | - | --- | ----------- |
| 3130    |   | Oligo- bis mesotrophe stehende Gewässer mit Vegetation der Littorelletea uniflorae und/oder der Isoëto-Nanojuncetea                | 88          |
| 6210    |   | Naturnahe Kalktrockenrasen und deren Verbuschungsstadien (Festuco-Brometalia) (* besondere Bestände mit bemerkenswerten Orchideen) | 188         |
| 6410    |   | Pfeifengraswiesen auf kalkreichem Boden, torfigen und tonig-schluffigen Böden (Molinion caeruleae)                                 | 80          |
| 6510    |   | Magere Flachland-Mähwiesen (Alopecurus pratensis, Sanguisorba officinalis)                                                         | 3.185       |
| 9110    |   | Hainsimsen-Buchenwald (Luzulo-Fagetum)                                                                                             | 790         |
| 91E0    | * | Auen-Wälder mit Alnus glutinosa und Fraxinus excelsior (Alno-Padion, Alnion incanae, Salicion albae)                               | 342         |
| 91L0    |   | Illyrische Eichen-Hainbuchenwälder (Erythronio-Carpinion)                                                                          | 4.245       |

### Arteninventar
Folgende Arten von gemeinschaftlichem Interesse kommen im Gebiet vor:
| Bild                                | EU Code | * | Art                                 | wissenschaftlicher Name     | Artengruppe           |
| ----------------------------------- | ------- | - | ----------------------------------- | --------------------------- | --------------------- |
| Mopsfledermaus                      | 1324    |   | Mopsfledermaus                      | Barbastella barbastellus    | Säugetiere            |
| Gelbbauchunke                       | 1193    |   | Gelbbauchunke                       | Bombina variegata           | Amphibien             |
| Spanische Flagge                    | 1078    | * | Spanische Flagge                    | Callimorpha quadripunctaria | Schmetterlinge        |
| Grubenlaufkäfer                     | 4014    |   | Grubenlaufkäfer                     | Carabus variolosus          | Käfer                 |
| Steinbeißer                         | 1149    |   | Steinbeißer                         | Cobitis taenia              | Fische und Rundmäuler |
| Orangeroter Heufalter               | 4030    |   | Orangeroter Heufalter               | Colias myrmidone            | Schmetterlinge        |
| Große Quelljungfer                  | 4046    |   | Große Quelljungfer                  | Cordulegaster heros         | Libellen              |
| Scharlachroter Plattkäfer           | 1086    |   | Scharlachroter Plattkäfer           | Cucujus cinnaberinus        | Käfer                 |
|                                     | 1898    |   | Krainer Sumpfried                   | Eleocharis carniolica       | Pflanzen              |
|                                     | 1098    |   | Neunaugen                           | Eudontomyzon spp.           | Fische und Rundmäuler |
| Goldener Scheckenfalter             | 1065    |   | Goldener Scheckenfalter             | Euphydryas aurinia          | Schmetterlinge        |
| Hirschkäfer                         | 1083    |   | Hirschkäfer                         | Lucanus cervus              | Käfer                 |
| Fischotter                          | 1355    |   | Fischotter                          | Lutra lutra                 | Säugetiere            |
| Großer Feuerfalter                  | 1060    |   | Großer Feuerfalter                  | Lycaena dispar              | Schmetterlinge        |
| Dunkler Wiesenknopf-Ameisenbläuling | 1061    |   | Dunkler Wiesenknopf-Ameisenbläuling | Maculinea nausithous        | Schmetterlinge        |
| Heller Wiesenknopf-Ameisenbläuling  | 1059    |   | Heller Wiesenknopf-Ameisenbläuling  | Maculinea teleius           | Schmetterlinge        |
| Langflügelfledermaus                | 1310    |   | Langflügelfledermaus                | Miniopterus schreibersii    | Säugetiere            |
| Bechsteinfledermaus                 | 1323    |   | Bechsteinfledermaus                 | Myotis bechsteinii          | Säugetiere            |
| Großes Mausohr                      | 1324    |   | Großes Mausohr                      | Myotis myotis               | Säugetiere            |
| Eremit                              | 1084    | * | Eremit                              | Osmoderma eremita           | Käfer                 |
|                                     | 1303    |   | Kleine Hufeisennase                 | Rhinolophus hipposideros    | Säugetiere            |
| Bitterling                          | 1134    |   | Bitterling                          | Rhodeus sericeus            | Fische und Rundmäuler |
| Alpen-Kammmolch                     | 1167    |   | Alpen-Kammmolch                     | Triturus carnifex           | Amphibien             |
| Kleine Flussmuschel                 | 1032    |   | Kleine Flussmuschel                 | Unio crassus                | Muscheln              |
| Schmale Windelschnecke              | 1014    |   | Schmale Windelschnecke              | Vertigo angustior           | Schnecken             |